# Закон про платіжні послуги (Сінгапур)
Закон про платіжні послуги 2019 року (англ. Payment Services Act 2019) — це статут парламенту Сінгапуру, який забезпечує основу для регулювання платіжних систем та постачальників платіжних послуг у Сінгапурі. За даними Грошово-кредитного управління Сінгапуру (англ. Monetary Authority of Singapore), Закон про ПП передбачає гарантії споживачів, заохочуючи інновації та зростання платіжних послуг та фінтех.
Закон набув чинності 28 січня 2020 року.

## Положення
Закон регулює сім видів діяльності:
1. послуги з видачі рахунків;
2. послуги внутрішнього переказу грошей;
3. послуги транскордонного переказу грошей;
4. комерційні придбання;
5. емісія електронних грошей;
6. послуги цифрових платіжних токенів;
7. послуги з обміну грошей.

Наразі Закон про платіжні послуги не передбачає ліцензування послуг зі зберігання, хоча Грошово-кредитне управління Сінгапуру опублікувало консультаційний документ щодо потенційного розширення Закону про ПП на ліцензування зберігання гаманців.

## Зовнішні посилання
Закон про платіжні послуги [Архівовано 12 травня 2021 у Wayback Machine.]